# Xã Jefferson, Quận Muskingum, Ohio
Xã Jefferson (tiếng Anh: Jefferson Township) là một xã thuộc quận Muskingum, tiểu bang Ohio, Hoa Kỳ. Năm 2010, dân số của xã này là 1.837 người.